# Simona Kossak
Pour les articles homonymes, voir Kossak.
 (août 2023).
La mise en forme du texte ne suit pas les recommandations de Wikipédia : il faut le « wikifier ».
Les points d'amélioration suivants sont les cas les plus fréquents. Le détail des points à revoir est peut-être précisé sur la page de discussion.
- Les titres sont pré-formatés par le logiciel. Ils ne sont ni en capitales, ni en gras.
- Le texte ne doit pas être écrit en capitales (les noms de famille non plus), ni en gras, ni en italique, ni en « petit »…
- Le gras n'est utilisé que pour surligner le titre de l'article dans l'introduction, une seule fois.
- L'italique est rarement utilisé : mots en langue étrangère, titres d'œuvres, noms de bateaux, etc.
- Les citations ne sont pas en italique mais en corps de texte normal. Elles sont entourées par des guillemets français : « et ».
- Les listes à puces sont à éviter, des paragraphes rédigés étant largement préférés. Les tableaux sont à réserver à la présentation de données structurées (résultats, etc.).
- Les appels de note de bas de page (petits chiffres en exposant, introduits par l'outil «  Source ») sont à placer entre la fin de phrase et le point final[comme ça].
- Les liens internes (vers d'autres articles de Wikipédia) sont à choisir avec parcimonie. Créez des liens vers des articles approfondissant le sujet. Les termes génériques sans rapport avec le sujet sont à éviter, ainsi que les répétitions de liens vers un même terme.
- Les liens externes sont à placer uniquement dans une section « Liens externes », à la fin de l'article. Ces liens sont à choisir avec parcimonie suivant les règles définies. Si un lien sert de source à l'article, son insertion dans le texte est à faire par les notes de bas de page.
- La présentation des références doit suivre les conventions bibliographiques. Il est recommandé d'utiliser les modèles {{Ouvrage}}, {{Chapitre}}, {{Article}}, {{Lien web}} et/ou {{Bibliographie}}. Le mode d'édition visuel peut mettre en forme automatiquement les références.
- Insérer une infobox (cadre d'informations à droite) n'est pas obligatoire pour parachever la mise en page.

Pour une aide détaillée, merci de consulter Aide:Wikification.
Si vous pensez que ces points ont été résolus, vous pouvez retirer ce bandeau et améliorer la mise en forme d'un autre article.
Simona Gabriela Kossak née le 30 mai 1943 à Cracovie et morte le 15 mars 2007 à Białystok en Pologne, est une biologiste, zoologue, professeur de sciences forestières et écrivaine polonaise.
Connue principalement pour son activité de préservation des vestiges des écosystèmes naturels de la Pologne, elle s'est investie dans l'écologie comportementale des mammifères et se qualifiait parfois de zoopsychologue. Elle a vécu pendant plus de 30 ans entourée d'animaux dans un ancien pavillon forestier Dziedzinka au cœur de la forêt de Białowieża.

## Biographie

### Famille
Simona Gabriela Kossak est née le 30 mai 1943 à Cracovie dans une famille d'artistes. Son père Jerzy Kossak, sa soeur Gloria Kossak, son grand-père Wojciech Kossak et son arrière grand-père Juliusz Kossak sont peintres. Une de ses tantes, Magdalena Samozwaniec, est écrivaine et une autre, Maria Pawlikowska-Jasnorzewska est poète.
Elle passe son enfance dans le manoir Kossakówka (en), la maison historique de la famille Kossak depuis 1869, à Cracovie. Située près du Wawel, la villa est entourée d'un grand jardin dans lequel, dès sa jeunesse, elle développe sa passion pour la nature.

### Études
De 1965 à 1970, Simona Kossak étudie la biologie à l'université Jagellonne de Cracovie.
En 1980, le Conseil scientifique de l'Institut de recherche forestière lui décerne un doctorat en sciences forestières sur la base de sa thèse de doctorat « Recherche sur la situation trophique des chevreuils dans l'habitat de la forêt mixte de conifères fraîche dans la forêt primaire de Białowieża ».
En 1991, elle passe son habilitation en sciences forestières sur la base de son mémoire post-doctoral « Déterminants environnementaux et intraspécifiques du comportement alimentaire du chevreuil (Capreolus capreolus L.) en milieu forestier ».
En 1997, elle reçoit le titre académique de professeur de sciences forestières.

### Carrière
Simona Kossak a travaillé à l'Institut de recherche sur les mammifères de l'Académie polonaise des sciences à Białowieża et à l'Institut de recherche forestière du Département des forêts naturelles, dont elle a été la directrice de janvier 2003 jusqu'à sa mort en 2007.
Elle est l'une des créatrices du répulsif UOZ-1, un dispositif sonore unique au monde qui avertit les animaux sauvages du passage des trains.
En octobre 2000, elle reçoit la Croix d'or du mérite.

### Environnement
Dans la forêt de Białowieża où elle effectue ses recherches scientifiques, Simona Kossak souhaite s'engager éthiquement afin que sa recherche ne participe pas à la destruction de la forêt. Elle choisit de s'établir au cœur-même de la forêt, dans l'ancien pavillon forestier « Dziedzinka ». Elle y vit pendant plus de 30 ans sans électricité ni eau courante, côtoyant les habitants non humains de ce dernier fragment de forêt primitive tempérée d’Europe encore peuplé de bisons.
Sa seule rencontre humaine y sera celle d'un photographe animalier, Lech Wilczek, installé dans l'autre aile du pavillon et qui deviendra son compagnon de vie.
À eux deux, ils recueilleront et élèveront à Dziedzinka de nombreux animaux.
En 1980, elle mène une campagne contre la cruauté envers les animaux, infligée notamment par les pièges utilisés par les zoologues pour capturer les animaux destinés à la recherche.
En 1993, elle continue son action contre les pièges tendus aux animaux. Elle neutralise une série de mâchoires en métal, d'un modèle interdit en Pologne, destinés à attraper des lynx et des loups en vue d'une pose de télémètre dans le cadre d'un programme de recherche de l'Institut d'étude des mammifères de Białowieża. Elle est interpelée et mise en examen. Durant son procès, à la question sur la menace que représentent de tels pièges pour les animaux dans la forêt de Białowieża, Simona Kossak répond : « Je pense que c'est un danger de mort pour ces animaux dont les blessures causées par ces pièges sont souvent fatales. Ces méthodes menacent notamment le Lynx d'Europe dont il ne reste que 12 exemplaires dans cette forêt et qui ont un patrimoine génétique unique qui risque de s'éteindre à jamais. C'est une honte pour le monde de la science que nous ayons recours à de tels procédés. »
Consciente de l’impact négatif de l’anthropopression sur la forêt de Białowieża déjà identifié par Otton Hademann, Simona Kossak décide de recourir à la littérature et aux médias pour sensibiliser la société polonaise et internationale.
Dans son livre « La Saga de la forêt de Białowieża » paru en 2001, elle utilise le genre littéraire traditionnel de la saga pour essayer de transmettre aux lecteurs un point de vue non anthropocentrique sur l'histoire séculaire de la forêt.
Entre 2001 et 2007, sur la radio polonaise Białystok, elle participe à près de deux mille émissions sur des sujets liés à la nature. À travers ses conférences radiophoniques et des histoires dont les personnages principaux sont les plantes et les animaux, elle vulgarise la science et sensibilise le public polonais au problème auquel la nature est confrontée avec une intervention humaine croissante.

### Zoopsychologie
Après ses études à l'Université, Simona Kossak espérait trouver un poste dans les Tatras ou les Bieszczady, mais le seul poste de biologiste qu'elle obtient en 1971 est à l'Institut de recherche sur les mammifères de l'Académie polonaise des sciences à Białowieża, dans le Parc national.
Fascinée par l'endroit, elle choisit d'emménager au cœur de la forêt primaire, dans une ancienne maison forestière sommairement restaurée qu'elle aménage avec ses affaires héritées de sa famille. Elle se déplace en komar, une moto, et avec un tracteur tout-terrain ou des skis de randonnée.
Elle commence à accueillir, avec le photographe Lech Wilczek, dans leur pavillon de Dziedzinka, des animaux qui vont partager leur vie.
Comme psychologue animale, ou zoopsychologue comme elle aime à se définir, Simona les soigne, les câline, les observe, dans sa maison transformée en dispensaire vétérinaire.
Une laie, Żabka, vivra avec eux 17 ans. Une petite lynx nommée Agatka que Simona considérait comme sa fille, dormira avec elle dans son lit. Le couple hébergera aussi deux élans nommés Pepsi et Cola, un corbeau voleur nommé Korasek, une rate nommée Kanalia, deux autres rats nommés Alfa et Omega. Ils seront aussi entourés d'une biche, d'une cigogne noire, d'un blaireau, un hérisson, un hibou, des buses, des paons, des moutons, des criquets, des chauves-souris...
Lech photographiera tout au long de sa vie ces interactions entre Simona Kossak et ses animaux. Ces photographies seront reprises dans des articles, des livres, des films, des expositions, faisant connaître Simona Kossak et son approche particulière du monde animal,.

## Publications

### Ouvrages
- Simona Kossak et Elżbieta Kowalewska, The Białowieża Forest saga, Muza, 2001 (ISBN 978-83-7319-066-5)Édition 2016 : Wydawnictwo Marginesy, Varsovie,  (ISBN 978-83-652-8270-5).
- Simona Kossak, Park narodowy w Puszczy Białowieskiej (The National Park in the Białowieza Forest), Oficyna Wydawnicza "Forest", 2006 (ISBN 978-83-60450-10-9)

### Articles
- Borowski, S., & Kossak, S. (1972). Bisoniana LI. The natural food preferences of the European bison in seasons free of snow cover. Acta theriologica, 17(13), 151-169.
- Borowski, S., & Kossak, S. (1975). The food habits of deer in the Białowieża Primeval Forest. Acta Theriologica, 20(32), 463-506.
- Kossak, S. (1976). The complex character of the food preferences of Cervidae and phytocenosis structure. Acta theriologica, 21(27), 359-373.
- Kossak, S. (1983). Trophic relations of roe deer in a fresh deciduous forest. Acta theriologica, 28(6), 83-127.
- Kossak, S. (1989). Multiple hunting by lynx and red fox and utilization of prey by some carnivores. Acta Theriologica, 34(36), 505-512.
- Kossak, S. (1992). Foraging habits and behaviour of moose calves in virgin forest. Acta Theriologica, 37, 51-51.

## Films
- Simona Kossak, Film, avec Sandra Drzymalska, Jakub Gierszał, Lech Wilczek, Agata Kulesza, réalisation Adrian Panek, Coproduction Balapolis, Polish Film Institute, Warsaw Documentary Film Studio, 2024, Imdb tt14618302.

## Documentaires
- Simona, Documentaire 91 min, avec Simona Kossak, Lech Wilczek, Joanna Kossak, Ida Matysek, réalisation Natalia Koryncka-Gruz, Coproduction Eureka Studio, Canal+, Pologne, 2022, Imdb tt19849852[13].
- Miejsce w raju – film documentaire de Beaty Hyży-Czołpińskiej, TVP3 Białystok|Telewizja Polska Białystok, 2014[14]